# Erasmus Grasser

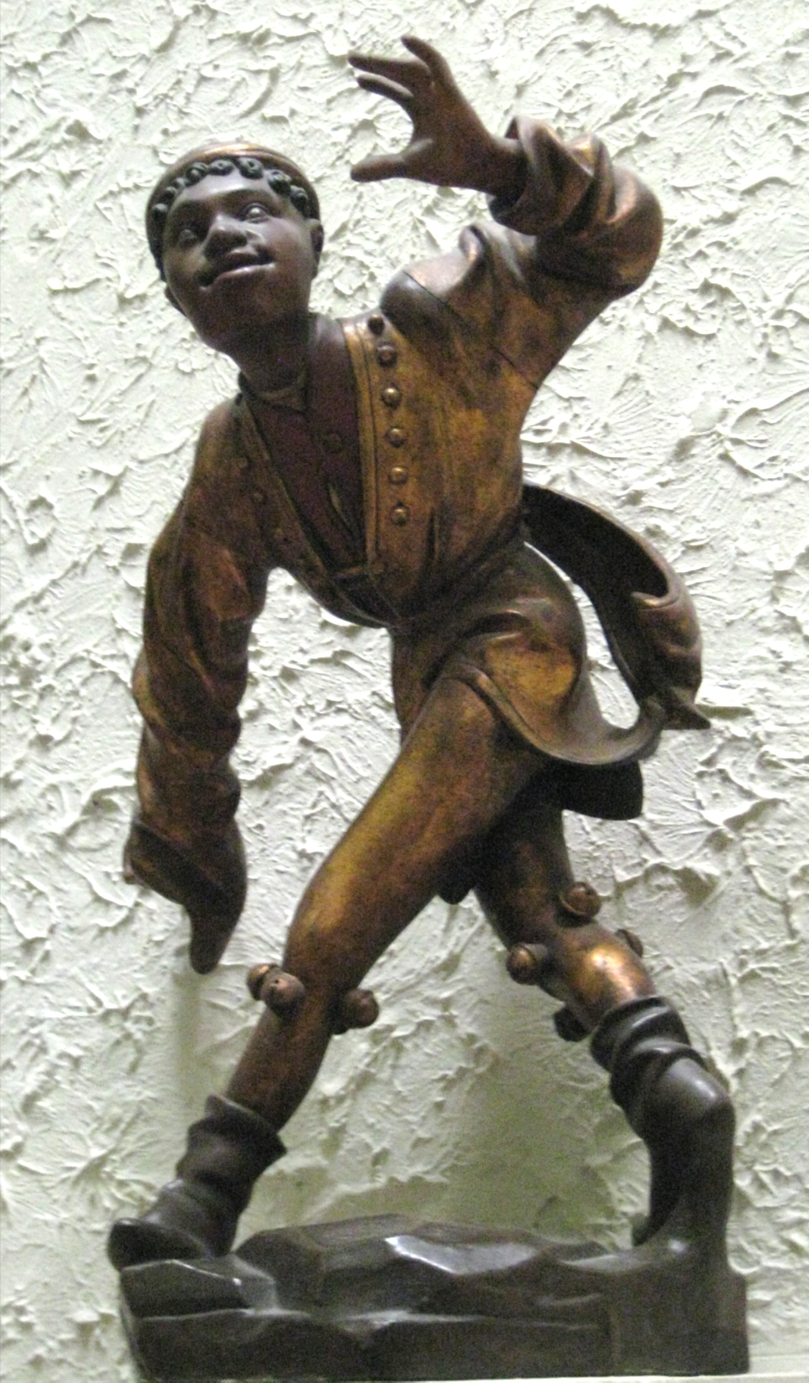
Moriskentänzer, uno de los 16 (ahora 10) bailarines Morris, Múnich Stadtmuseum, creada en 1480.

Erasmo Grasser (c. 1450 – c. 1515) fue un maestro constructor y escultor de Múnich de principios del siglo XVI.

## Estilo
Su estilo se caracteriza por un estilo animado y realista, influenciado por la técnica de Nikolaus Gerhaert.
Grasser trabajó principalmente en madera, y sus obras más importantes son las 16 figuras de Moriskentänzer (bailarines de Morris, 1480, 10 conservadas, 6 desaparecidas) que adornan las paredes del salón de baile y la asamblea del antiguo ayuntamiento, las escaleras de roble de catedral de Múnich (1502) y el altar mayor de la Iglesia de St Mary (Ramersdorf), todas localizadas en Múnich. También creó el altar mayor de Reichersdorf (1502–1506).

## Obras

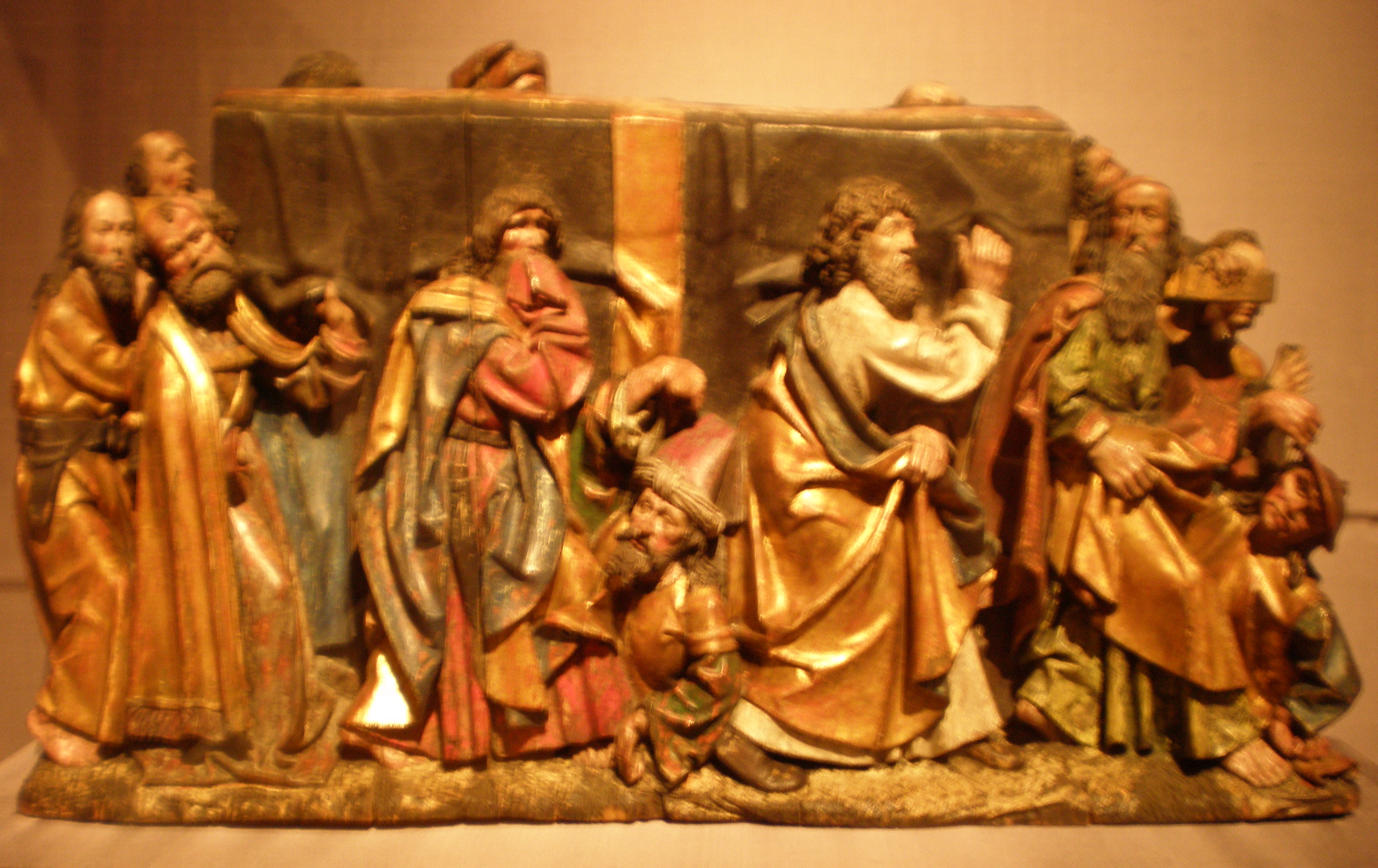
El entierro de la Virgen, por Erasmus Grasser, finales del. (En el Museo Legion of Honor)

Se le atribuye también el 'Entierro de la Virgen' aunque pueda ser de un discípulo suyo.  Esta pieza describe a la virgen María, en un ataúd llevada a su sepulcro.